# 헬륨 핵융합
헬륨 핵융합(Helium fusion)은 관여하는 원자핵이 헬륨인 핵융합이다.
헬륨-4 원자핵(알파 입자)의 핵융합은 세 개의 헬륨 원자핵이 관여하는 삼중 알파 과정이다. 단지 두 개의 헬륨 원자핵의 핵융합은 베릴륨-8을 형성하지만, 이는 매우 불안정하여 1~2.6×10-16초 정도의 반감기에 다시 두 개의 헬륨 원자핵으로 분해된다. 적색거성 및 적색초거성에서와 같이 항성의 중심 온도가 1억 켈빈을 넘는다면, 베릴륨-8이 붕괴하기 전에 세 번째의 헬륨 원자핵이 융합하게 될 확률이 극히 높아지며, 이 과정은 탄소-12를 형성한다. 온도 및 밀도에 따라, 또 다른 헬륨 원자핵이 융합하여 탄소-12가 산소-16으로 변할 수 있으며, 극단적으로 높은 온도에서는, 그 이상의 융합이 발생하여 산소 이상의 무거운 원소 역시 합성될 수 있다. (알파 과정을 참조하기 바란다.)
주계열성에서의 수소 핵융합 과정 중에 헬륨-3과 헬륨-3 혹은 헬륨-4와의 핵융합이 발생하지만, 헬륨 핵융합이라고 불리지는 않는다. (양성자-양성자 연쇄를 참조하기 바란다.)

## 같이 보기
- 핵융합 발전
- 상온 핵융합

## 참고 문헌
Alak K. Ray (2004) Stars as thermonuclear reactors: their fuels and ashes (arxiv.org article)